# Braassemermeer

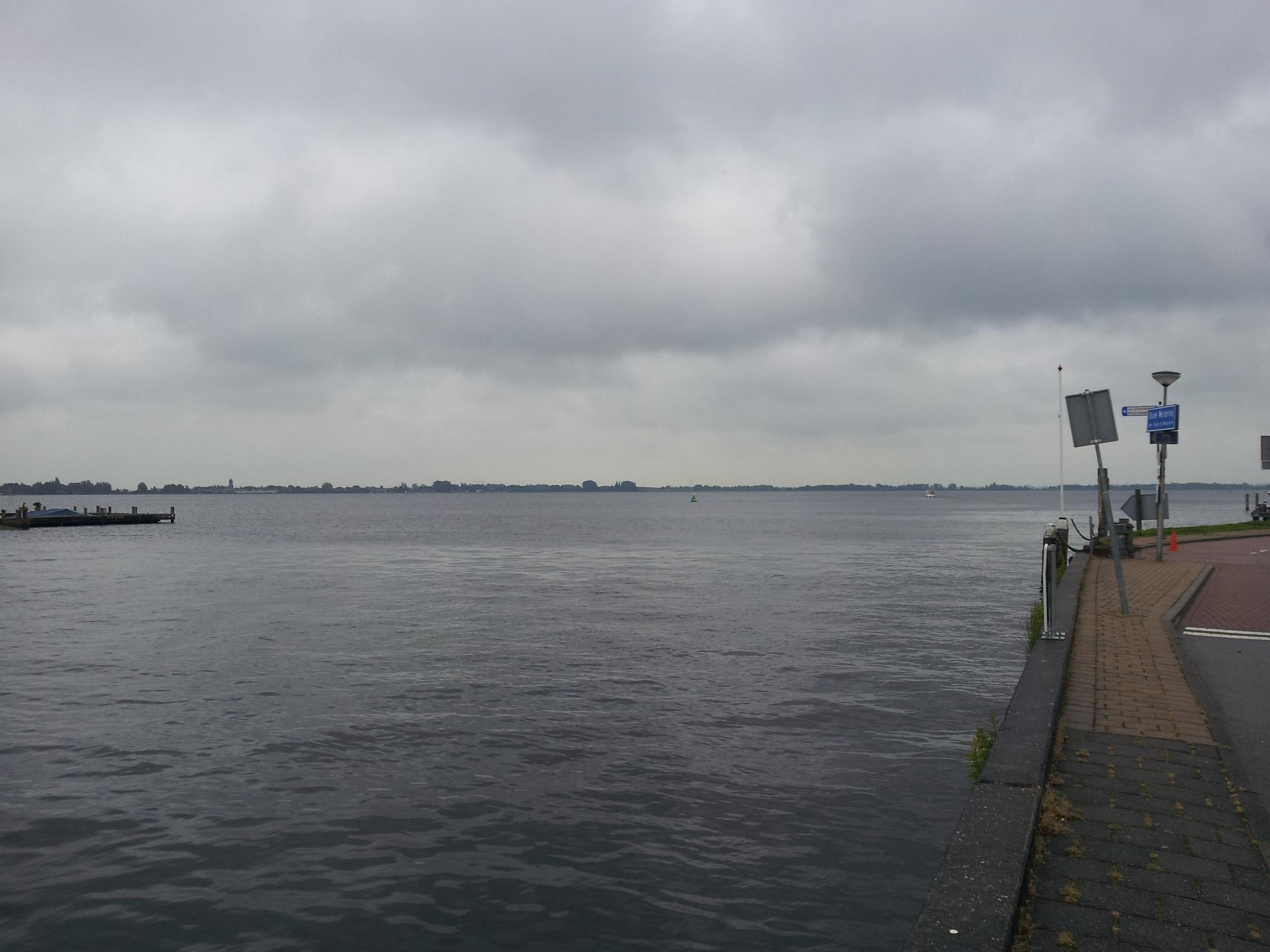

Le Braassemermeer est un lac néerlandais dans le nord de la province de la Hollande-Méridionale. Il a une superficie de 425 ha. Le lac est né après l'extraction de la tourbe dans les anciens marais.
Le Braassemermeer est situé sur le territoire de la commune de Kaag en Braassem. Roelofarendsveen et situé sur sa rive occidentale, et Rijnsaterwoude en face, sur la rive orientale. Le lac est relié au Wijde Aa via le Paddegat.
La partie méridionale du lac est une petite réserve naturelle (De Hemmen). Le lac a une destination essentiellement touristique, et a développé une forte activité de sports nautiques.

## Source
- (nl) Cet article est partiellement ou en totalité issu de l’article de Wikipédia en néerlandais intitulé « Braassemermeer » (voir la liste des auteurs).